# Clase Moskvá
El Proyecto 1123 «Kondor» de cruceros antisubmarinos (en ruso Противолодочные крейсера проекта 1123 «Кондор»), de acuerdo a su Designación OTAN clase Moskvá (en inglés Moskva class), fue una serie de dos portahelicópteros, los primeros portaaeronaves operativos de la Armada Soviética. Ambos fueron incluidos en la Flota del Mar Negro y realizaron desplazamientos por el Mar Mediterráneo y los óceanos Atlántico e Índico.
Estos buques fueron construidos en Nikolayev (actual Mykolaiv, en Ucrania). El cabeza de la clase fue concluido en 1965 y le fue puesto el nombre de Moskvá (que en ruso significa Moscú); entró en servicio dos años más tarde. El siguiente fue el Leningrad (Leningrado), el cual fue dado de alta a mediados de 1969. Fueron los mayores buques soviéticos en construcción. Pese a su poderosa figura tenían graves dificultades durante tormentas marítimas. No fueron construidos más aunque hay informes occidentales que sugieren que fueron proyectados unos 12 buques de esta clase.
Los clase Moskvá no son "portaaviones" verdaderos ya que no pueden ser utilizados por aviones de ala fija; su ala aérea está compuesta completamente de helicópteros. Los soviéticos los designaron como Авианесущий крейсер, transliterado Avianesushchi kréiser (crucero de aviación) para esquivar los problemas de la Convención de Montreaux de 1936 que prohíbe el paso de portaaviones por el Estrecho de los Dardanelos.
Estos buques fueron diseñados para la guerra antisubmarina (ASW), y su armamento y sensores fueron optimizados para la guerra nuclear submarina. Su tarea estratégica era defender a los submarinos de misiles balísticos soviéticos contra submarinos de ataque occidentales y la búsqueda de los SSBN enemigos de las clases estadounidenses George Washington y Ethan Allen y de la británica Resolution todos ellos armados con los misiles balísticos UGM-27 Polaris.

## Diseño

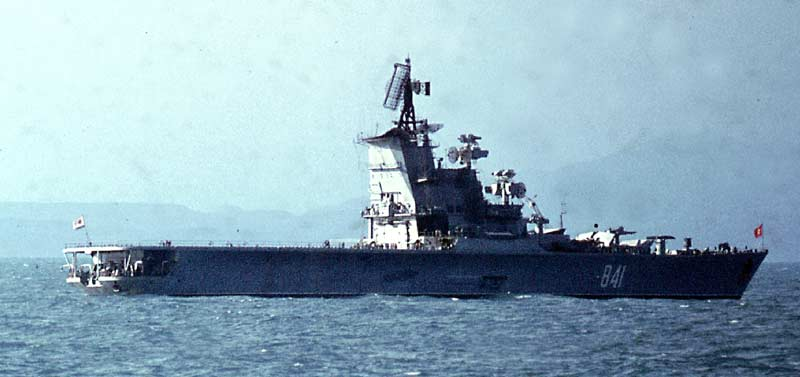
El Moskvá delante de las costas de Marruecos en enero de 1970.

En la década de 1960 muchas armadas experimentaron con un nuevo tipo de buque de guerra. Fuertemente armados y a la vez con enormes cubiertas de vuelo para helicópteros fueron bautizados buques híbridos, no eran cruceros ni tampoco portaaviones.
Su diseño híbrido hace que tenga características de un crucero de misiles en la proa y una gran cubierta de aterrizaje detrás de la superestructura que permite operar hasta 18 helicópteros. Está muy influenciado por el portahelicóptero francés Jeanne_d'Arc y el italiano Vittorio Veneto.

### Armamento
- 2 lanzadores dobles B-189 del sistema de misiles SAM M-11 Shtorm/SA-N-3A Goblet con 96 misiles.
- 2 montajes dobles del cañón AK-725 de 57 mm.
- 1 lanzador doble MS-32 PRK-1 Vyuga con 8 misiles antisubmarinos.
- 2 tubos PTA-53-1123 de torpedos de 533 mm (10 torpedos SET-53, SET-65) – eliminados en 1975
- 2 lanzadores de misiles antisubmarinos RBU-6000 Smerch-2.

Se intentó una mejora y ampliación del armamento defensivo, denominado Proyecto 1123.3, que no fue realizado.

### Sensores
- Radar de búsqueda aérea y de superficie en 3D MR-600 Voskhod/Top Sail (en nomenclatura OTAN)
- Radar de búsqueda aérea y de superficie MR-310 Angara-A/Head Net
- Sonar de profundidad variable MG-342 Vega/Mare Tail
- Sonar de cascoMG-325 Orion/Horse Jaw

En 1979 se le añadió al Leningrad el radar Rumb.

### Propulsión
Se pensó inicialmente en turbinas de gas pero al final le fueron instaladas una planta de vapor a alta presión similar a las utilizadas por los cruceros de la clase Kynda. Los motores de propulsión de los Moskvá dieron muchos problemas y fueron rediseñados para su reconstrucción en 1973 después de un incendio. La velocidad operacional va desde la hipotética máxima velocidad de 30 nudos a los 24 nudos que se puede conseguir sin graves desperfectos a la nave.

## Buques
| # | Nombre    | Iniciado                | Botado              | Alta                    | Baja                |
| - | --------- | ----------------------- | ------------------- | ----------------------- | ------------------- |
| 1 | Moskvá    | 15 de diciembre de 1962 | 14 de enero de 1965 | 25 de diciembre de 1967 | 8 de julio de 1996  |
| 2 | Leningrad | 15 de enero de 1965     | 31 de enero de 1966 | 2 de junio de 1969      | 24 de junio de 1991 |
| 3 | Kiev      | Diciembre de 1967       | -                   | -                       | -                   |